# Öratjärnen (Skogs socken, Hälsingland, 678850-155561)
Öratjärnen är en sjö i Söderhamns kommun i Hälsingland och ingår i Ljusnans huvudavrinningsområde. Sjön är 12,3 meter djup, har en yta på 0,037 kvadratkilometer och befinner sig 135 meter över havet.